# Romilda
Romilda eller Ramhilde, född 500-talet, död 611, var en italiensk regent. 
Romilda beskrivs som en bayersk prinsessa, ibland som en dotter till Garibald I av Bayern. Hon var gift med hertig Gisulf II av Friuli, och blev mor till sönerna Tasso av Friuli, Kakko av Friuli, Grimoald och Radoald av Benevento, och döttrarna Appa och Geila. 
År 611 invaderades Friuli av avarerna under kung Cacan. Gisulf II dog på slagfältet och staden Friuli belägrades av avarerna.  Romilda försvarade då Friuli som regent mot avarerna.  Belägringen bröts då Romilda framgångsrikt erbjöd Cacan ett politiskt alliansäktenskap i utbyte mot fred, något som vid denna tid var normal allianspolitik. När Romilda väl överlämnat staden, bröt dock Cacan överenskommelsen och plundrade Friuli. Han våldtog Romilda en natt och lät henne sedan våldtas av sina soldater, varpå han ska ha avrättat henne genom pålning (avrättningsmetod).  Hennes barn lyckades fly. 
Romilda fick ett mycket dåligt eftermäle genom Paulus Diaconus beskrivning av händelserna, då han påstod att hennes förslag till Cacan inte grundade sig på realpolitik utan hävdade att hon hade förrått sitt land på grund av personlig sexuell lusta. 